# Slaget vid Brunkeberg
Slaget vid Brunkeberg utkämpades den 10 oktober 1471 på Brunkebergsåsen på nuvarande Norrmalm i Stockholm mellan unionsförespråkare av Kalmarunionen ledda av danske kung Kristian I, och det separatistiska Sturepartiets anhängare, som ville lösgöra Sverige från unionen, under svenske riksföreståndare Sten Sture den äldres befäl.

## Bakgrund
Slaget utkämpades huvudsakligen av svenskar på båda sidor men har i äldre nationalistisk historieskrivning framställts som en del av ett svenskt befrielsekrig där Danmark utmålades som huvudmotståndaren. Den huvudsakliga motsättningen var dock inte nationell utom möjligen i propagandan, utan gällde snarare en kombination av maktpolitiska och ekonomiska intressen.
Den danske kungen belägrade Stockholm med sin flotta och en här bestående av danskar, tyskar och svenskar, huvudsakligen svensk adel och bönder från Uppland. Förhandlingar om en fredlig uppgörelse pågick, men avbröts på Sten Stures initiativ, troligen då han med sin större här av bondeuppbåd från större delen av centrala Sverige ansåg sig ha större chans att vinna framgång genom en militär lösning.

## Slagets förlopp
Torsdagen den 10 oktober 1471 omkring klockan 11 på förmiddagen kom Sten och Nils Bosson Sture med ryttare och fotfolk fram till trakten av nuvarande Hötorget i Stockholm. Sten Sture planerade att fånga de kungatrogna (anhängarna till Kristian I) i ett kniptångsliknande anfall. Han skulle anfalla från väster, Nils från öster, och Knut Jönsson Posse från Stadsholmen som vi i dag kallar Gamla stan.
Skottlossningen blev livlig. Bland annat träffades Kristian I i ansiktet av en kula från en hakebössa. Han förlorade flera tänder och måste dra sig tillbaka. Slutstriden inleddes när Nils stora trupp bröt fram ur skogen norr om åsen och Knut Posse samtidigt anföll från Stadsholmen. Anfallet kom så plötsligt att de kungatrogna trupperna vid Sankta Klara kloster skars av från sin huvudstyrka och kunde oskadliggöras. Kung Kristian flydde med resterna av sin här mot skeppen på Käpplingen (idag Blasieholmen). Många kungatrogna drunknade när bron rasade. Sten hade därvid vunnit slaget. På slagfältet låg mängder av stupade och sårade.

## Följder
En följd av slaget på Brunkeberg blev en viktig förändring i de svenska städernas styrelse, där tyskarna helt hade kommit att dominera. Tre dagar efter segern "kom" – heter det i en berättelse av svenska riksrådet – "menigheten här i Stockholm och från flere andra städer och allmoge av alla landskap här i riket för oss och beklagade sig över det stora förfång och försmädelse, som meniga Sveriges rike haver långliga haft av det, att alle köpstäderne i Sverige skulle vara förpliktige till att hava halvdelen i stadens råd tyska borgmästare och rådmän, av vilket stor tvedräkt, ovilja och fördärv långliga och ofta uppkommit." Därför krävde de att utlänningar inte längre skulle få styra i de svenska städernas råd. "Eljest sade de sig aldrig vilja komma Sveriges herrar och råd till hjälp och undsättning, om dem någon tid titrängde. Och sade de sedermera, att ville vi icke strax sätta de tyske rådmännen av, då ville de våga däröver liv och gods, att de ville det själve rätta."
Riksrådet gjorde allmogen till viljes och lät stryka den förhatliga bestämmelsen i stadslagen som gav makten åt tyskarna. I stället föreskrevs: "Ej må eller skall någonsin någon utländsk man borgmästare eller rådman vara." Denna åtgärd var en signal om att Sverige nu skulle vara svenskt och varken danskt eller tyskt.

## Minnet av slaget
Sten Sture kom att utnyttja slaget i sin propaganda och lät sprida berättelser om slaget där han framhävdes som den store hjälten. Även under lång tid framöver kom segern i slaget vid Brunkeberg att användas i den svensknationella propagandan. Sten Sture dog år 1503 och begravdes i Strängnäs domkyrka. Sten Sture lät till minne av segern, som han tillskrev Sankt Görans hjälp uppföra skulpturen Sankt Göran och draken i Storkyrkan. Sten symboliseras här av riddaren S:t Göran som räddar jungfrun Sverige från den danska draken Kristian. En kopia i brons finns på Köpmanbrinken i Stockholm. Ytterligare en version av motivet finns på taket till Stockholms stadshus. På Brunkebergstorg, i trottoaren utanför Riksbankens lokaler, finns fem brunnslocksliknande medaljer som påminner om slaget utförda av skulptören Bo Andersson, född 1946 (med signaturen KGBA).